# Cónclave de 1458
El cónclave papal de 1458 (16-19 de agosto), convocado después de la muerte del papa Calixto III, eligió como su sucesor al cardenal Enea Piccolomini, que tomó el nombre de Pío II.

## Muerte de Calixto III
El papa Calixto III, primer papa de la Casa de Borja, falleció el 6 de agosto de 1458. Fue duramente criticado por su nepotismo y devoción hacia sus compatriotas catalanes, lo que lo hizo muy impopular entre la población romana, bastante xenófoba. Tras su muerte, estalló una revuelta abierta contra él y algunos de sus partidarios (como su sobrino Pedro Luis de Borja) tuvieron que huir de Roma.

## Participantes
Al fallecer Calixto vivían 27 cardenales, de los cuales 19 se encontraban en Roma. Sin embargo, el 14 de agosto, el cardenal Domenico Capranica, arcipreste del colegio, falleció inesperadamente. Participaron en el cónclave 18 de los 26 miembros del Sacro Colegio.
Ocho electores eran italianos, cinco españoles, dos franceses, dos griegos y un portugués. Siete de ellos fueron creados por Calixto III, seis por Eugenio IV, cuatro por Nicolás V y uno por Martín V.
| Nombre                   | Origen     | Título                    | Rol                                 | Nacido  | Consistorio | Creado por  |
| ------------------------ | ---------- | ------------------------- | ----------------------------------- | ------- | ----------- | ----------- |
| Giorgio Fieschi          | Génova     | Ostia-Velletri            | Decano                              | c. 1395 | 18/12/1439  | Eugenio IV  |
| Isidoro de Kiev          | Bizancio   | Sabina                    |                                     | 1380-90 | 18/12/1439  | Eugenio IV  |
| Basilio Besarión         | Trebisonda | Frascati                  |                                     | 1403    | 18/12/1439  | Eugenio IV  |
| Guillaume d'Estouteville | Francia    | Porto-Santa Rufina        |                                     | 1403    | 18/12/1439  | Eugenio IV  |
| Juan de Torquemada, O.P. | Castilla   | Santa Maria en Trastevere |                                     | 1388    | 18/12/1439  | Eugenio IV  |
| Pietro Barbo             | Venecia    | San Marcos                |                                     | 1417    | 01/07/1440  | Eugenio IV  |
| Antonio Cerdá, O.SS.T.   | Mallorca   | San Crisógono             |                                     | 1390    | 16/02/1448  | Nicolás V   |
| Latino Orsini            | Roma       | San Juan y San Pablo      |                                     | 1411    | 20/12/1448  | Nicolás V   |
| Alain de Coëtivy         | Francia    | Santa Práxedes            |                                     | 1407    | 20/12/1448  | Nicolás V   |
| Filippo Calandrini       | Génova     | San Lorenzo in Lucina     |                                     | 1403    | 20/12/1448  | Nicolás V   |
| Luis Juan de Milá        | Valencia   | Cuatro Santos Coronados   |                                     | c. 1430 | 20/02/1456  | Calixto III |
| Juan de Mella            | Castilla   | Santa Prisca              |                                     | 1397    | 17/12/1456  | Calixto III |
| Giovanni Castiglione     | Milán      | San Clemente              |                                     | 1420    | 17/12/1456  | Calixto III |
| Enea Silvio Piccolomini  | Siena      | Santa Sabina              |                                     | 1405    | 17/12/1456  | Calixto III |
| Giacomo Tebaldi          | Roma       | Santa Anastasia           | Camarlengo del Colegio Cardenalicio | c. 1400 | 17/12/1456  | Calixto III |
| Prospero Colonna         | Roma       | San Giorgio in Velabro    | Protodiácono                        | c. 1410 | 24/05/1426  | Martín V    |
| Rodrigo de Borja         | Valencia   | San Nicola in Carcere     | Vicecanciller                       | 1431    | 20/02/1456  | Calixto III |
| Jaime de Portugal        | Portugal   | San Eustaquio             |                                     | 1433    | 17/09/1456  | Calixto III |

## Ausentes
Ocho cardenales no participaron en este cónclave.  
De los cardenales ausentes, cuatro fueron creaciones de Eugenio IV, dos de Nicolás V y uno de Calixto III. Pierre de Foix fue el último cardenal superviviente del Gran Cisma de Occidente y fue elevado al rango de cardenal por el antipapa pisano Juan XXIII.
Entre ellos había tres franceses, dos alemanes, un español, un italiano y un húngaro.
| Nombre                      | Origen     | Título                       | Rol                      | Nacido  | Consistorio | Creado por  |
| --------------------------- | ---------- | ---------------------------- | ------------------------ | ------- | ----------- | ----------- |
| Pierre de Foix, O.F.M.      | Francia    | Albano                       |                          | c. 1386 | 09/1414     | Juan XXIII  |
| Peter von Schaumberg        | Baviera    | San Vital                    | Protopresbítero          | 1388    | 18/12/1439  | Eugenio IV  |
| Dénes Szécsi                | Hungría    | San Ciriaco                  |                          | c. 1400 | 18/12/1439  | Eugenio IV  |
| Ludovico Trevisan           | Venecia    | San Lorenzo en Dámaso        | Camarlengo de la Iglesia | 1401    | 01/07/1440  | Eugenio IV  |
| Juan de Carvajal            | Castilla   | Sant'Angelo in Pescheria     |                          | c. 1400 | 16/12/1446  | Eugenio IV  |
| Jean Rolin                  | Francia    | Santo Stefano al Monte Celio |                          | 1408    | 20/12/1448  | Nicolás V   |
| Nikolaus von Kues           | Palatinado | San Pietro in Vincoli        |                          | 1401    | 20/12/1448  | Nicolás V   |
| Richard Olivier de Longueil | Francia    | San Eusebio                  |                          | 1401    | 17/09/1456  | Calixto III |

## Candidatos al papado
Las principales preocupaciones en el cónclave de 1458 surgieron del rápido ascenso del poder efectivo y la influencia de la monarquía francesa en los años finales de la Guerra de los Cien Años, que recientemente había terminado con la victoria francesa. Los principales estados italianos (Reino de Nápoles, República de Génova y Ducado de Milán) temían un renacimiento del interés francés en los asuntos italianos e intentaron evitar la elevación de un papa francés a toda costa. El candidato oficial de los milaneses fue Domenico Capranica. 
La campaña para su elección en el período previo al cónclave fue tan exitosa que parecía casi seguro que sería elegido para el papado. Pero el cardenal Capranica murió repentinamente el 14 de agosto de 1458, dos días antes del comienzo del cónclave, dejando a su partido en una gran confusión. Ottone de Carretto, embajador de Milán en Roma, tomó la rápida e inconsulta decisión de apoyar al cardenal Enea Piccolomini y logró convencer a Latino Orsini, uno de los cardenales más influyentes, para que lo respaldara en esta acción. El principal candidato del partido profrancés fue D'Estouteville. Bessarion, Torquemada y Calandrini también fueron considerados papables.

## Cónclave
Dieciocho cardenales entraron en el cónclave en el Vaticano el 16 de agosto. Inicialmente suscribieron la capitulación del cónclave, que obligaba a los elegidos a continuar la cruzada contra el Imperio Otomano y a dar más bienestar a los cardenales más pobres.
El primer escrutinio tuvo lugar el 18 de agosto. Los cardenales Piccolomini y Calandrini obtuvieron cinco votos cada uno, mientras que ninguno de los demás obtuvo más de tres. En este punto, el cardenal francés d'Estouteville inició una intensa campaña simoníaca a favor de su propia candidatura. Prometió el cargo de vicecanciller al cardenal de Aviñón y ofreció otros sobornos a los cardenales griegos. 
La tarde del 18 de agosto, estaba seguro de que obtendría al menos once votos a la mañana siguiente. Pero el partido italiano contrario tampoco perdió tiempo. Durante la noche, el cardenal Pietro Barbo convocó a todos los demás cardenales italianos, excepto a Prospero Colonna, y les propuso que, de todos ellos, el que tenía más probabilidades de obtener la mayoría requerida de dos tercios era Piccolomini, y que todos lo apoyaran al día siguiente.

## Elección de Pío II
Los resultados de la segunda vuelta, el 19 de agosto por la mañana, fueron una gran decepción para d'Estouteville. Recibió solo seis votos: los de Coëtivy, Colonna, Bessarion, Fieschi, Torquemada y Castiglione. El cardenal Piccolomini obtuvo nueve votos: los de Barbo, Orsini, Calandrini, Isidoro de Kiev, de Mella, de La Cerda, Jaime de Portugal, del Mila y Borja, y el de d'Estouteville, quien dudó en votar por sí mismo, pero ciertamente no consideraba a Piccolomini un rival serio. 
Los votos de Rodrigo Borgia, Giacomo Tebaldi y Enea Piccolomini recayeron en otros candidatos. Después de anunciar los resultados, el cardenal Dean inició el procedimiento habitual del accessus. Hubo un largo silencio, roto por Rodrigo Borgia, quien cambió su voto a Piccolomini. Entonces, los partidarios de D'Estouteville intentaron aplazar la sesión, pero el cardenal Tebaldi también cambió su voto a Piccolomini, quien solo necesitaba un voto más para la elección. En ese momento, el cardenal Colonna se levantó para emitir su voto. 
Los cardenales Rouen y Bessarion intentaron someterlo por la fuerza, pero Colonna logró librarse de la refriega y proclamar: "¡Yo también voto por el cardenal de Siena y lo hago Papa!". El resto de los partidarios del cardenal de Rouen no pudieron hacer más que cambiar también sus votos, y pocos minutos después, el cardenal Bessarion felicitó a Piccolomini por su elección unánime al papado.
El cardenal Enea Silvio Piccolomini aceptó su elección y adoptó el nombre de Pío II. El 3 de septiembre de 1458, fue coronado solemnemente en las escaleras de la Basílica Patriarcal Vaticana por el cardenal Prospero Colonna, protodiácono de San Giorgio in Velabro.

## En la cultura popular
Los procedimientos de la elección de Pío II fueron la base de la película de 2006 El Cónclave.